# Yuki no Shingun
 (mars 2025).
Si vous disposez d'ouvrages ou d'articles de référence ou si vous connaissez des sites web de qualité traitant du thème abordé ici, merci de compléter l'article en donnant les références utiles à sa vérifiabilité et en les liant à la section « Notes et références ».
Yuki no Shingun (雪の進軍, Littéralement La Marche de la neige) est un chant militaire japonais, ou Gunka (en), composé en 1895 par Nagai Kenshi. Les paroles s'inspirent du vécu de l'auteur lors de la Bataille de Weihaiwei pendant la Première guerre sino-japonaise de 1894-1895. Très critique de la hiérarchie militaire, le chant est interdit dans l'armée pendant la seconde Guerre Mondiale et est aussi utilisé comme bande son pour le film Mont Hakkoda.